# Rock on Honorable Ones!!
Rock on Honorable Ones!! je třetí studiové album punk-rockové kapely Bowling for Soup. Název je odkaz na heslo S.H. Rider High School ve Wichita Falls v Texasu, odkud Bowling for Soup pocházejí.

## Seznam skladeb
| Pořadí         | Název          | Autor                                        | Délka |
| -------------- | -------------- | -------------------------------------------- | ----- |
| 1.             | 2113           | Jaret Reddick, Erik Chandler                 | 4:49  |
| 2.             | Scope          | Reddick                                      | 3:38  |
| 3.             | Valentino      | Reddick                                      | 3:29  |
| 4.             | Corndog        | Reddick                                      | 4:14  |
| 5.             | Cody           | Reddick, Chris Burney, Chandler, Cody Garcia | 4:20  |
| 6.             | Belgium        | Reddick, Chandler                            | 3:35  |
| 7.             | Milo           | Reddick                                      | 3:46  |
| 8.             | Captain Hook   | Reddick                                      | 3:45  |
| 9.             | Ack!!          | Reddick                                      | 3:40  |
| 10.            | Thespian       | Reddick, Chandler                            | 4:37  |
| 11.            | Kool-Aid       | Reddick                                      | 3:40  |
| 12.            | I Don't Know   | Brian Kruse, Reddick, Burney, Chandler       | 2:26  |
| 13.            | Wisk           | Reddick                                      | 3:21  |
| 14.            | Assman         | Reddick                                      | 3:53  |
| 15.            | Friday         | Reddick                                      | 4:51  |
| Celková délka: | Celková délka: | Celková délka:                               | 58:11 |

### Video pro "Cody"
V tomto videoklipu je Lance Morril jedním z mála způsobu, jak ho musíme vidět. Jaret Reddick měl v době natáčení klipu dlouhé vlasy.